# Lameh Sarā
Lameh Sarā (persiska: Līmeh Sarā, لیمه سرا, لمه سرا) är en ort i Iran.   Den ligger i provinsen Gilan, i den norra delen av landet, 160 km nordväst om huvudstaden Teheran. Lameh Sarā ligger 264 meter över havet och antalet invånare är 136.
Terrängen runt Lameh Sarā är varierad.Runt Lameh Sarā är det ganska tätbefolkat, med 116 invånare per kvadratkilometer. Närmaste större samhälle är Ramsar, 10,0 km öster om Lameh Sarā. I omgivningarna runt Lameh Sarā växer i huvudsak blandskog.